# Rhodobates laevigatellus
Rhodobates laevigatellus är en fjärilsart som beskrevs av Herrich-Schäffer. Rhodobates laevigatellus ingår i släktet Rhodobates och familjen äkta malar. Inga underarter finns listade.